# Dorfkirche Klein-Mutz

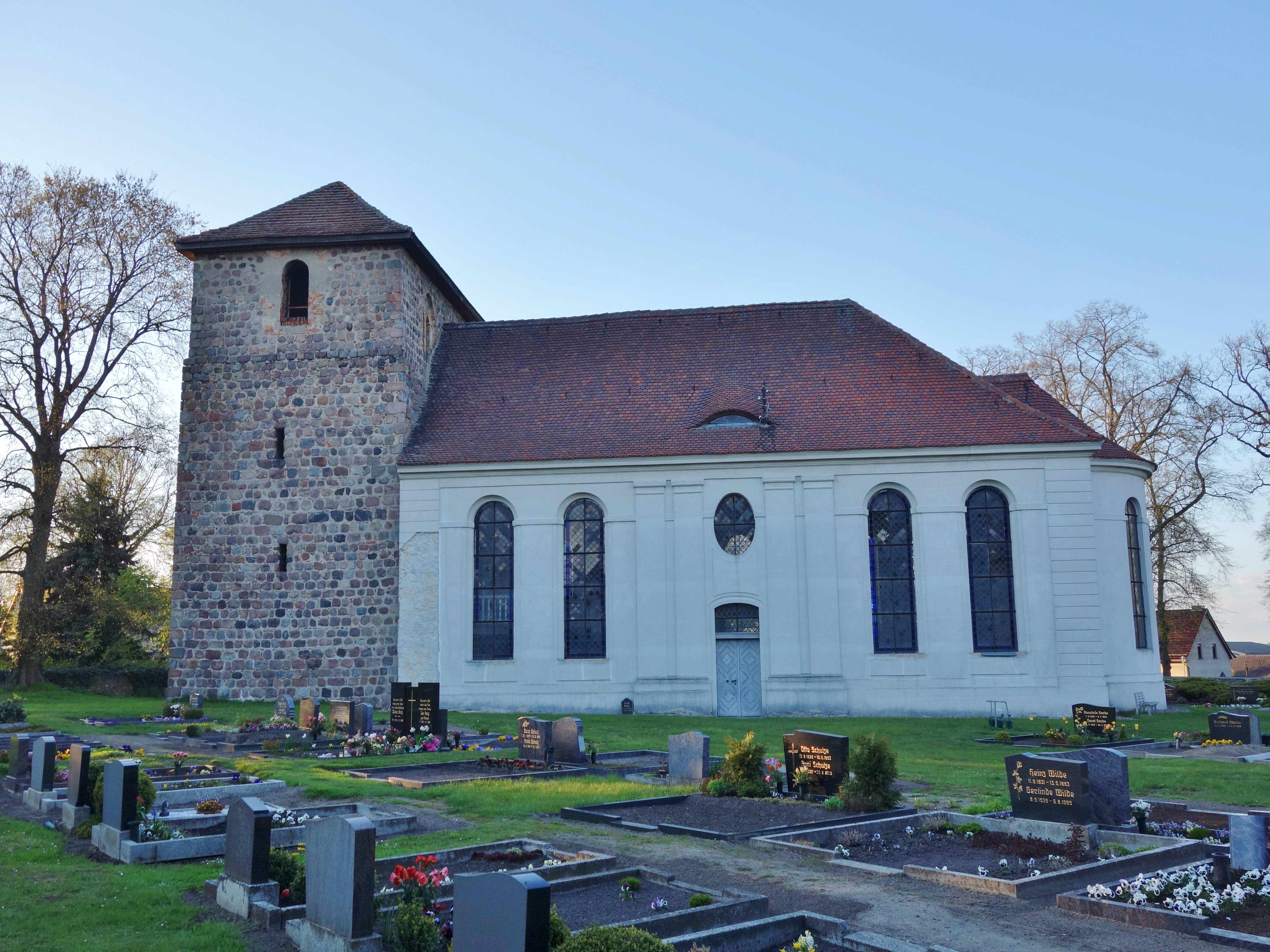
Südansicht

Die Dorfkirche Klein-Mutz ist ein barockes Kirchengebäude im Ortsteil Klein-Mutz der Stadt Zehdenick im Landkreis Oberhavel des deutschen Bundeslandes Brandenburg.

## Architektur
Die über alles 32 m lange und 13 m breite Kirche wurde 1754 auf der Grundlage einer älteren, vermutlich abgebrannten Kirche errichtet. Vom Vorgängerbau steht noch der Querturm aus Feldsteinen aus dem 13. Jahrhundert. Sein leicht eingezogenes Glockengeschoss mit den gekuppelten, spitzbogigen Schallöffnungen ist spätgotisch.

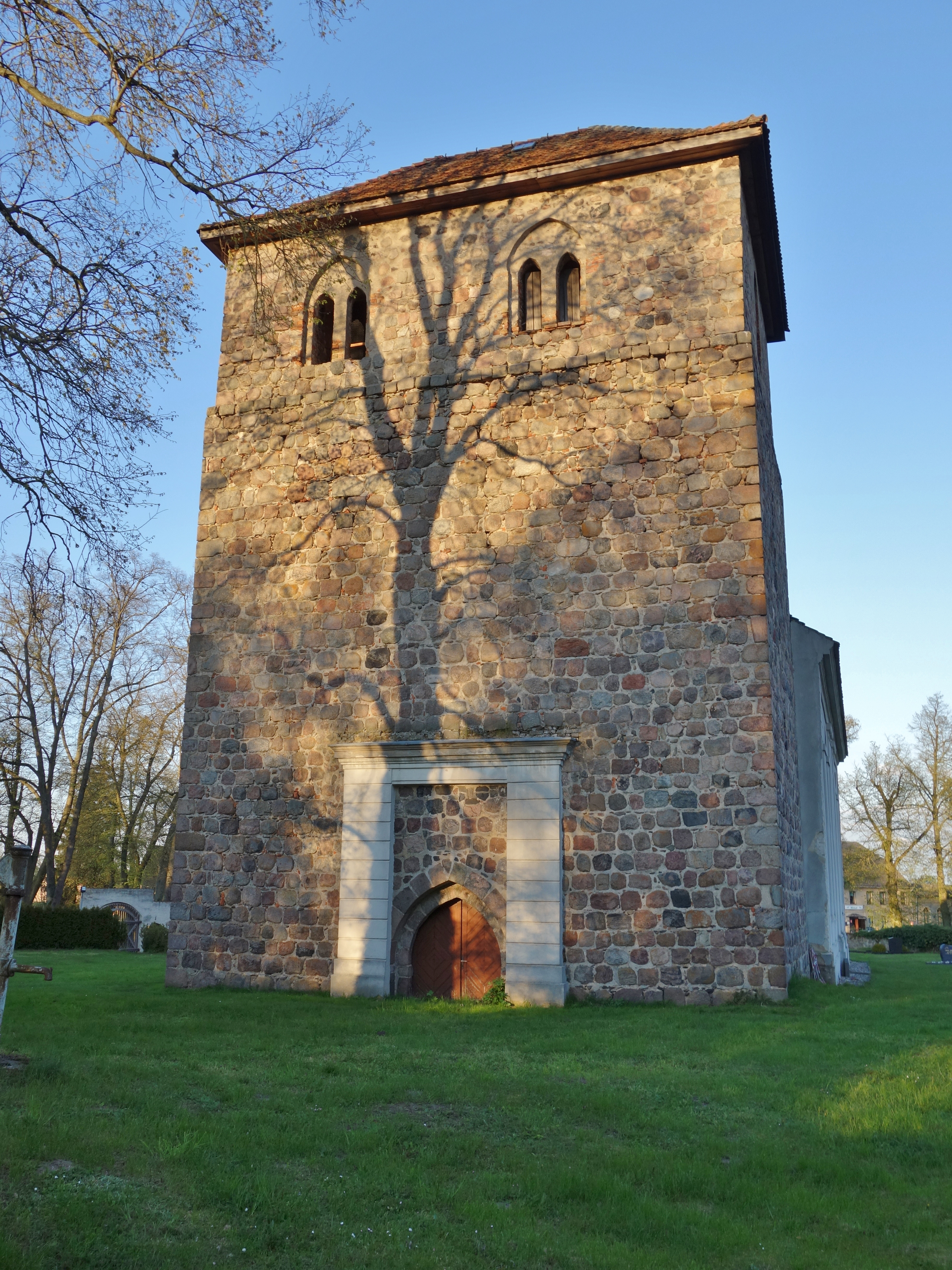
Westquerturm mit gekuppelten Schallöffnungen und Westportal

Das Schiff ist ein verputzter Saalbau mit Halbkreisapsis. Es ist an den Ecken durch genutete Lisenen eingefasst und öffnet sich mit hohen Rundbogenfenstern. Auf der Nord- und der Südseite finden sich zwei Mittelportale, die von Doppelpilastern flankiert sind. Über den Portalen ist jeweils ein Ochsenauge angeordnet. Das spitzbogige Westportal im Turm mit gestufter Feldsteinlaibung erhielt beim Umbau 1754 eine Einfassung mit genuteten Lisenen.

## Innengestaltung
Der Innenraum ist ein weiträumiger Saal mit flacher Decke. Die ursprüngliche Ausstattung wurde um 1960 entfernt. Auf der Westempore steht ein kleiner spätbarocker Orgelprospekt von Gottlieb Scholtze aus dem Jahr 1761. Das Orgelwerk wurde 1907 von Alexander Schuke erneuert. Das Taufbecken stammt wohl aus der ersten Hälfte des 14. Jahrhunderts.